# Tillandsioideae
Tillandsioideae es una subfamilia de plantas con flores de la familia  Bromeliaceae. Contiene nueve géneros con casi 1250 especies. 

## Géneros
- Alcantarea
- Catopsis
- Glomeropitcairnia
- Guzmania
- Mezobromelia
- Racinaea

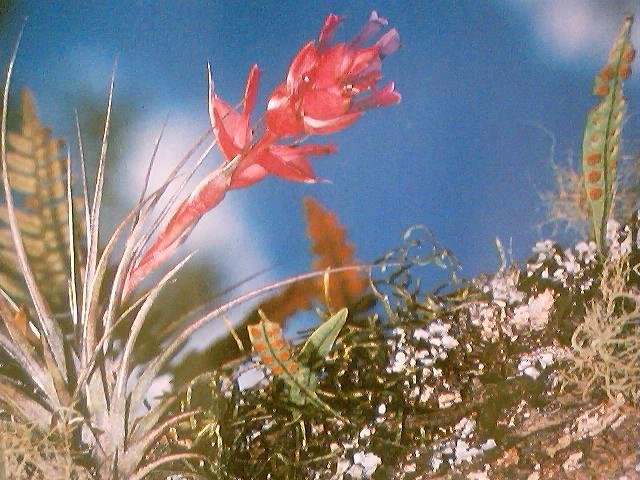
Tillandsia
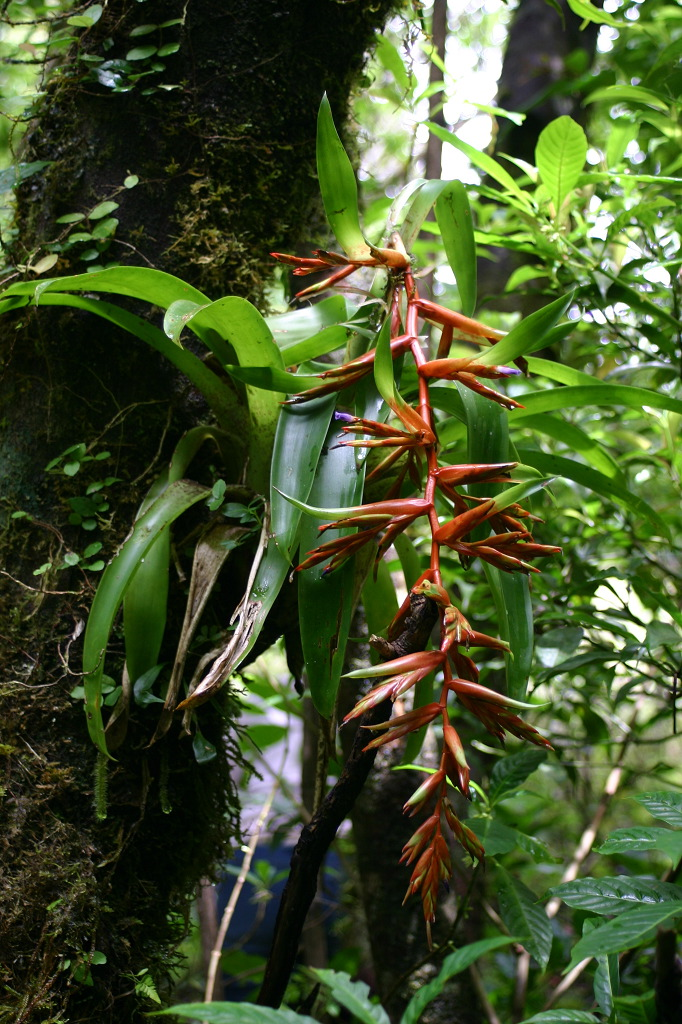
Tillandsia excelsa en flor
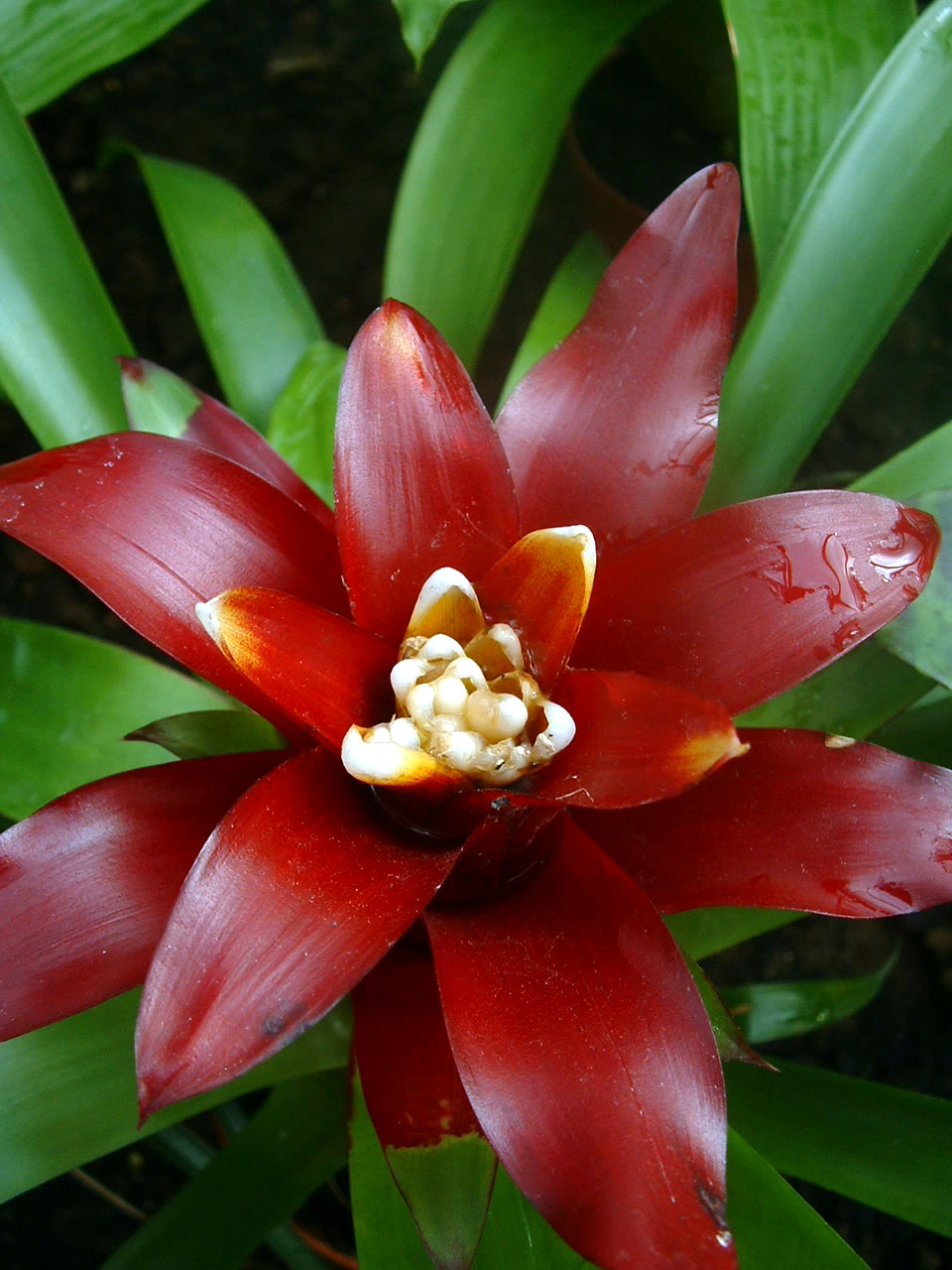
Guzmania lingulata

- Vriesea
- Werauhia

- Tillandsia
- Tillandsia excelsa en flor
- Guzmania lingulata